# Kristen Rådgivning for Incestofre og Seksuelt misbrugte
Kristen Rådgivning og terapi for Incestoverlevere og Seksuelt misbrugte (KRIS) er en fælleskirkelig, tværfaglig organisation, der blev oprettet i april 1991 med det formål at:
1. 1. Give terapi, rådgivning og hjælp til incestoverlevere og andre seksuelt misbrugte og deres familier - både mænd og kvinder - og sætte dem i stand til at leve et liv med håb om en bedre fremtid.
  2. Informere om omfanget af seksuelle overgreb og mulighederne for at forebygge dem og hjælpe de misbrugte.
  3. Fremme kirkens forståelse for seksuelt misbrugte og gøre kirken opmærksom på dens ansvar både i og uden for kirken.

Rådgivning gives ud fra en kristen livsholdning. KRIS er dannet med den vision, at bibelens budskab  om håb også gælder den seksuelt misbrugte. Seksuelt misbrugte er ofte belastet af følelser af skyld og skam, som de har svært ved at komme fri af. Disse følelser skyldes primært at seksuelt misbrug er tabubelagt, og at ofrene ofte er blevet udsat for manipulationer og trusler.
Terapeuterne i KRIS er uddannet på IPSICC, som er en treårig international uddannelse. Terapien er baseret på et begreb om "Guds kraftfulde fred" udviklet af den hollandske præst Teo van der Weele, og som bygger på tre trin: at kunne se smerten i øjnene, befri sig fra fortiden, og se med håb på fremtiden.
KRIS er landsdækkende og har terapeuter baseret i Midtjylland, Sjælland, Fyn, Syd- og sønderjylland.